# Cincinnati Bearcats football
La squadra di football dei Cincinnati Bearcats rappresenta l'Università di Cincinnati. I Bearcats competono nella Football Bowl Subdivision (FBS) della National Collegiate Athletics Association (NCAA) e nella Big 12 Conference. La squadra è allenata da Scott Satterfield. Gioca le sue gare interne al Nippert Stadium di Cincinnati, Ohio, e le sue rivalità principali sono con i Miami Hurricanes, i Louisville Cardinals, i Pittsburgh Panthers, gli UCF Knights e i West Virginia Mountaineers.

## Conference di appartenenza
Cincinnati è stata sia indipendente che affiliata a diverse conference durante la sua storia.
- Independente (1885–1909)
- Ohio Athletic Conference (1910–1925)
- Buckeye Conference (1926–1936)
- Independente (1937–1946) [nota: nessuna gara disputata nel 1943–1944]
- Mid-American Conference (1947–1952)
- Independent (1953–1956)
- Missouri Valley Conference (1957–1969)
- Independente (1970–1995)
- Conference USA (1996–2004)
- Big East Conference (2005–2012)
- American Athletic Conference (2013–2022)
- Big 12 Conference (2023–presente)

## Premi individuali

### Unanimous First Team All-American
| Anno | Giocatore     | Ruolo |
| 2022 | Ivan Pace Jr. | LB    |

### Consensus First Team All-American
| Anno       | Giocatore       | Ruolo |
| 2000       | Jonathan Ruffin | K     |
| 2007, 2008 | Kevin Huber     | P     |
| 2021       | Sauce Gardner   | DB    |
| 2022       | Ivan Pace Jr.   | LB    |

### Premi annuali
| Anno | Premio           | Giocatore       | Ruolo |
| 2000 | Lou Groza Award  | Jonathan Ruffin | K     |
| 2021 | Jim Thorpe Award | Coby Bryant     | DB    |

### Membri della College Football Hall of Fame
Tre allenatori di Cincinnati sono stati introdotti nella College Football Hall of Fame:
| Nome            | Ruolo     | Anno | Carriera  | Note  |
| Frank Cavanaugh | Capo-all. | 1954 | 1898      | [ 2 ] |
| George Little   | Capo-all. | 1955 | 1914–1915 | [ 3 ] |
| Sid Gillman     | Capo-all. | 1989 | 1949–1954 | [ 4 ] |